# Marion Shilling
Pour les articles homonymes, voir Shilling et Schilling.
Marion Shilling, de son vrai nom Marion Schilling(Denver (Colorado, 3 décembre 1910 – Torrance (Californie), 6 novembre 2004), est une actrice américaine.

## Biographie
Marion Shilling commence sa carrière cinématographique avec un rôle dans Wise Girls d'E. Mason Hopper en 1929, et elle partage la vedette un an plus tard avec William Powell dans Shadow of the Law de Louis J. Gasnier (1930). Après avoir tourné dans quelques films qui furent des échecs commerciaux, elle joue dans un certain nombre de Westerns de série B.
Elle quitte le cinéma à 25 ans et se marie l'année suivante avec Edward Cook, un propriétaire immobilier de Philadelphie.

## Filmographie
- 1929 : Wise Girls de E. Mason Hopper
- 1930 : Lord Byron of Broadway de William Nigh
- 1930 : On Your Back de Guthrie McClintic
- 1930 : Shadow of the Law de Louis J. Gasnier
- 1930 : The Swellhead de James Flood
- 1931 : Beyond Victory de John S. Robertson
- 1931 : Easy to Get de Howard Bretherton
- 1931 : Forgotten Women de Richard Thorpe
- 1931 : June First de Donald Gallaher
- 1931 : Sundown Trail de Robert F. Hill
- 1931 : Take 'Em and Shake 'Em de Roscoe Arbuckle
- 1931 : The Common Law de Paul L. Stein
- 1931 : Son gosse (Young Donovan's Kid) de Fred Niblo
- 1932 : A Man's Land de Phil Rosen
- 1932 : A Parisian Romance (en) de Chester M. Franklin
- 1932 : Heart Punch de B. Reeves Eason
- 1932 : Niagara Falls (en) de Roscoe Arbuckle
- 1932 : Only Men Wanted de Ralph Ceder
- 1932 : Rule 'Em and Weep de Harry Sweet
- 1932 : Shop Angel de E. Mason Hopper
- 1932 : The County Fair de Louis King
- 1934 : Curtain at Eight de E. Mason Hopper
- 1934 : Fighting to Live de Eddie Cline
- 1934 : Inside Information de Robert F. Hill
- 1934 : The Red Rider de Lew Landers
- 1934 : Le Cavalier du désert (The Westerner)  de David Selman
- 1934 : Thunder Over Texas de Edgar G. Ulmer
- 1935 : A Shot in the Dark de Charles Lamont
- 1935 : Blazing Guns (en) de Ray Heinz
- 1935 : Captured in Chinatown de Elmer Clifton
- 1935 : Cavalcade of the West de Harry L. Fraser
- 1935 : Gun Play de Albert Herman
- 1935 : Gunsmoke on the Guadalope de Bart Carre
- 1935 : Keeper of the Bees de W. Christy Cabanne
- 1935 : Rio Rattler (en) de Bernard B. Ray
- 1935 : Society Fever de Frank Strayer
- 1935 : Stone of Silver Creek de Nick Grinde
- 1936 : Idaho Kid de Robert F. Hill
- 1936 : I'll Name the Murderer (en) de Raymond K. Johnston
- 1936 : Romance Rides the Range de Harry L. Fraser
- 1936 : The Amazing Exploits of the Clutching Hand (en) de Albert Herman

## Distinctions
- 1931 : Elle fait partie des WAMPAS Baby Stars de l'année.
- 2002 : Elle reçoit un Golden Boot Award pour sa contribution au western.